# Йоні Нюман
Йоні Нюман (фін. Joni Nyman; 5 вересня 1962, Порі) — фінський професійний боксер, призер Олімпійських ігор і чемпіонату Європи серед аматорів.

## Аматорська кар'єра
На чемпіонаті Європи 1981 програв у першому бою Василю Шишову (СРСР).
На чемпіонаті світу 1982 здобув дві перемоги і програв у чвертьфіналі Мірко Пузовичу (Югославія).
На Олімпійських іграх 1984 завоював бронзову медаль.
- В 1/32 фіналу переміг Жоржа Нгане (Камерун) — 5-0
- 1/16 фіналу пройшов без бою
- В 1/8 фіналу переміг Ведата Онсоя (Туреччиа) — 5-0
- У чвертьфіналі переміг Веса Коскела (Швеція) — 5-0
- У півфіналі програв Ан Йон Су (Південна Корея) — 2-3

На чемпіонаті Європи 1985 завоював срібну медаль.
- В 1/8 фіналу переміг Тібора Молнара (Угорщина) — 5-0
- У чвертьфіналі переміг Руделя Обрежа (Румунія) — 3-2
- У півфіналі переміг Драгана Васильєвича (Югославія) — 4-1
- У фіналі програв Ісраелу Акопкохяну (СРСР) — 0-5

На Олімпійських іграх 1988 переміг Мануела Собрала (Канада), Серена Антмана (Швеція) і Дімуса Чесала (Нігерія), а у чвертьфіналі програв Кеннету Гулд (США) — 0-5.

## Професіональна кар'єра
Відразу після Олімпіади Нюман перейшов до професійного боксу. Впродовж сімнадцяти років провів 22 бої з суперниками невисокого рівня, зазнавши в цих боях шість поразок.